# Französische Rugby-Union-Meisterschaft 1934/35
Die Saison 1934/35 war die 39. Austragung der französischen Rugby-Union-Meisterschaft (französisch Championnat de France de rugby à XV). Sie umfasste 42 Mannschaften in der ersten Division (heutige Top 14).
Die Meisterschaft begann mit der Gruppenphase, bei der in sechs Gruppen je sieben Mannschaften aufeinander trafen. Dabei zogen jeweils die Erst- und Zweitplatzierten direkt in die Finalphase ein, während die Drittplatzierten und die zwei besten Viertplatzierten eine Barrage um die weiteren Plätze in der Finalphase bestritten. Es folgten Achtel-, Viertel- und Halbfinale. Die Nichtqualifizierten der Gruppenphase trugen währenddessen ein Play-out um fünf Abstiegsplätze aus. Im Endspiel, das am 12. Mai 1935 im Stade des Ponts-Jumeaux in Toulouse stattfand, trafen die zwei Halbfinalsieger aufeinander und spielten um den Bouclier de Brennus. Dabei setzte sich Biarritz Olympique gegen die USA Perpignan durch und errang zum ersten Mal den Meistertitel.

## Gruppenphase
|    | Team             | Siege | Unent. | Ndlg. | Spiel- punkte | Diff. | Tabellen- punkte |
| -- | ---------------- | ----- | ------ | ----- | ------------- | ----- | ---------------- |
| 1. | Aviron Bayonnais | 6     | 0      | 0     | 124:12        | + 112 | 18               |
| 2. | CS Vienne        | 4     | 1      | 1     | 60:18         | + 42  | 15               |
| 3. | CA Brive         | 3     | 1      | 2     | 41:37         | + 4   | 13               |
| 4. | FC Grenoble      | 3     | 0      | 3     | 24:24         | ± 0   | 12               |
| 5. | US Dax           | 1     | 1      | 4     | 3:51          | − 48  | 9                |
| 6. | FC Auch          | 1     | 1      | 4     | 31:68         | − 37  | 9                |
| 7. | CASG Paris       | 1     | 0      | 5     | 15:88         | − 73  | 8                |

|    | Team                  | Siege | Unent. | Ndlg. | Spiel- punkte | Diff. | Tabellen- punkte |
| -- | --------------------- | ----- | ------ | ----- | ------------- | ----- | ---------------- |
| 1. | AS Béziers            | 5     | 0      | 1     | 44:35         | + 9   | 16               |
| 2. | Stade Pézenas         | 4     | 1      | 1     | 53:28         | + 25  | 15               |
| 3. | Biarritz Olympique    | 4     | 1      | 1     | 33:14         | + 19  | 15               |
| 4. | AS Soustons           | 1     | 2      | 3     | 10:16         | − 6   | 10               |
| 5. | Stade Français        | 1     | 2      | 3     | 23:31         | − 8   | 10               |
| 6. | AS Tarbes             | 1     | 2      | 3     | 15:31         | − 16  | 10               |
| 7. | Paris Université Club | 1     | 0      | 5     | 35:58         | − 23  | 8                |

|    | Team                  | Siege | Unent. | Ndlg. | Spiel- punkte | Diff. | Tabellen- punkte |
| -- | --------------------- | ----- | ------ | ----- | ------------- | ----- | ---------------- |
| 1. | RC Toulon             | 3     | 2      | 1     | 46:14         | + 32  | 14               |
| 2. | Racing Club de France | 4     | 0      | 2     | 47:27         | + 20  | 14               |
| 3. | Stadoceste Tarbais    | 3     | 2      | 1     | 39:22         | + 17  | 14               |
| 4. | CA Bègles             | 3     | 0      | 3     | 26:29         | − 3   | 12               |
| 5. | Boucau Stade          | 2     | 2      | 2     | 13:16         | − 3   | 12               |
| 6. | AS Bayonne            | 2     | 0      | 4     | 28:38         | − 10  | 10               |
| 7. | TOEC                  | 1     | 0      | 5     | 16:69         | − 53  | 8                |

|    | Team                  | Siege | Unent. | Ndlg. | Spiel- punkte | Diff. | Tabellen- punkte |
| -- | --------------------- | ----- | ------ | ----- | ------------- | ----- | ---------------- |
| 1. | RC Narbonne           | 6     | 0      | 0     | 109:8         | + 101 | 18               |
| 2. | Lyon OU               | 4     | 0      | 2     | 74:25         | + 49  | 14               |
| 3. | FC Lézignan           | 4     | 0      | 2     | 93:50         | + 43  | 14               |
| 4. | UA Libourne           | 4     | 0      | 2     | 48:43         | + 5   | 14               |
| 5. | Stade Nantais         | 2     | 0      | 4     | 36:40         | − 4   | 10               |
| 6. | SA Bordeaux           | 1     | 0      | 5     | 34:70         | − 36  | 8                |
| 7. | CA Villeneuve-sur-Lot | 0     | 0      | 6     | 3:161         | − 158 | 6                |

|    | Team             | Siege | Unent. | Ndlg. | Spiel- punkte | Diff. | Tabellen- punkte |
| -- | ---------------- | ----- | ------ | ----- | ------------- | ----- | ---------------- |
| 1. | Stade Toulousain | 5     | 1      | 0     | 38:7          | + 31  | 17               |
| 2. | Stade Bordelais  | 5     | 0      | 1     | 42:14         | + 28  | 16               |
| 3. | Section Paloise  | 4     | 0      | 2     | 54:10         | + 44  | 14               |
| 4. | SC Albi          | 2     | 0      | 4     | 18:30         | − 12  | 10               |
| 5. | UA Gujan-Mestras | 1     | 2      | 3     | 11:29         | − 18  | 10               |
| 6. | SU Agen          | 1     | 1      | 4     | 14:38         | − 24  | 9                |
| 7. | CA Périgueux     | 1     | 0      | 5     | 12:61         | − 49  | 8                |

|    | Team               | Siege | Unent. | Ndlg. | Spiel- punkte | Diff. | Tabellen- punkte |
| -- | ------------------ | ----- | ------ | ----- | ------------- | ----- | ---------------- |
| 1. | USA Perpignan      | 6     | 0      | 0     | 50:0          | + 50  | 18               |
| 2. | AS Montferrand     | 5     | 0      | 1     | 95:12         | + 83  | 16               |
| 3. | FC Oloron          | 3     | 0      | 3     | 28:47         | − 19  | 12               |
| 4. | AS Bort-les-Orgues | 2     | 1      | 3     | 33:33         | ± 0   | 11               |
| 5. | US Thuir           | 2     | 0      | 4     | 30:37         | − 7   | 10               |
| 6. | US La Teste        | 2     | 0      | 4     | 34:52         | − 18  | 10               |
| 7. | US Quillan         | 0     | 1      | 5     | 9:98          | − 89  | 7                |

## Play-out um den Abstieg
Detailergebnisse nicht bekannt.

## Barrage
| Datum         | Begegnung                        | Ergebnis |
| ------------- | -------------------------------- | -------- |
| 17. März 1935 | Biarritz Olympique – FC Grenoble | 06:03    |
| 17. März 1935 | RC Toulon – CA Brive             | 04:03    |
| 24. März 1935 | Section Paloise – UA Libourne    | 15:11    |
| 24. März 1935 | FC Lézignan – FC Oloron          | 08:04    |

## Finalphase

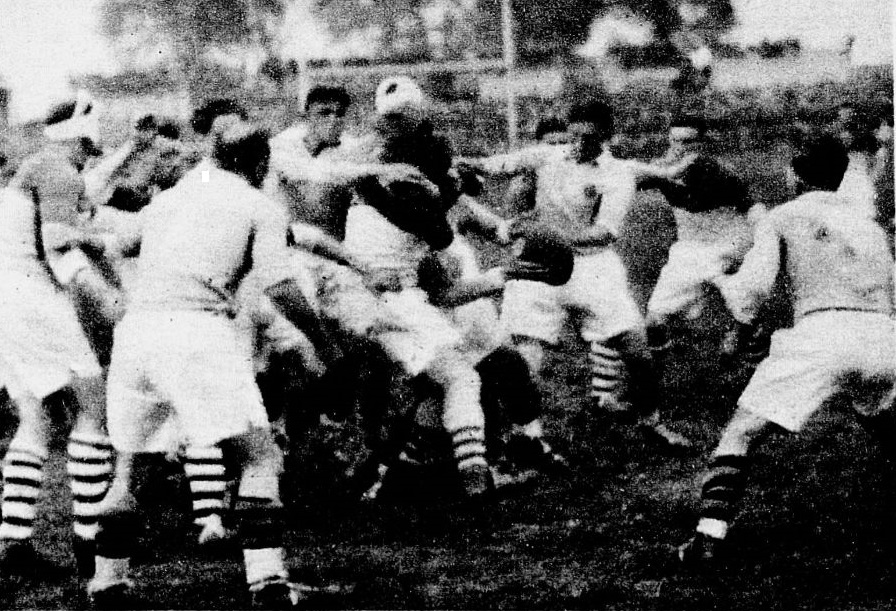
Spielszene im Meisterschaftsfinale

### Achtelfinale
| Datum         | Begegnung                              | Ergebnis |
| ------------- | -------------------------------------- | -------- |
| 31. März 1935 | Biarritz Olympique – Stade Toulousain  | 11:0     |
| 31. März 1935 | AS Béziers – Lyon OU                   | 06:0     |
| 31. März 1935 | Stadoceste Tarbais – Stade Bordelais   | 14:0     |
| 31. März 1935 | RC Toulon – RC Narbonne                | 15:3     |
| 31. März 1935 | USA Perpignan – Section Paloise        | 03:0     |
| 31. März 1935 | Aviron Bayonnais – FC Lézignan         | 11:4     |
| 31. März 1935 | CS Vienne – Stade Pézenas              | 06:3     |
| 31. März 1935 | Racing Club de France – AS Montferrand | 08:0     |

### Viertelfinale
| Datum          | Begegnung                         | Ergebnis |
| -------------- | --------------------------------- | -------- |
| 14. April 1935 | Biarritz Olympique – AS Béziers   | 16:8     |
| 14. April 1935 | Stadoceste Tarbais – RC Toulon    | 08:3     |
| 14. April 1935 | USA Perpignan – Aviron Bayonnais  | 19:8     |
| 14. April 1935 | CS Vienne – Racing Club de France | 10:6     |

### Halbfinale
| Datum       | Begegnung                               | Ergebnis |
| ----------- | --------------------------------------- | -------- |
| 5. Mai 1935 | Biarritz Olympique – Stadoceste Tarbais | 10:03    |
| 5. Mai 1935 | USA Perpignan – CS Vienne               | 11:10    |

### Finale
| 12. Mai 1935 | Biarritz Olympique     | 3 : 0   | USA Perpignan | Stade des Ponts-Jumeaux, Toulouse Zuschauer: 23.000 Schiedsrichter: Abel Martin |
| 12. Mai 1935 | Versuche: Lascaray (1) | Bericht |               | Stade des Ponts-Jumeaux, Toulouse Zuschauer: 23.000 Schiedsrichter: Abel Martin |

Aufstellungen
Biarritz Olympique: Francis Daguerre, Paul Errecart, Alfred Guiné, Henri Haget, Etienne Ithurra, Jean-Baptiste Lefort, Fernand Muniain, René Laborde, Paul Lafourcade, Louis Lascaray, Frédéric Lataillade, Pierre Moulian, Joseph Pagola, Claude Paquin, Rémi Sallenave
USA Perpignan: Claude Barrère, Georges Bentouré, Augustin Bousquet, Égalité Casenove, Ferdinand Danoy, René Dauder, Joseph Desclaux, Henri Gras, Joseph Munna, Jacques Palat, Paul Porical, François Raynal, Georges Rolland, Georges Vails, Roger Vails